# Lamivudina
La lamivudina es un fármaco que se utiliza para el tratamiento de las infecciones víricas, tanto para el virus de la inmunodeficiencia humana (VIH) como para el virus de la hepatitis B (VHB). Es un análogo del nucleósido citidina, que actúa inhibiendo la enzima transcriptasa inversa del VIH y el VHB. De esta manera impide que el virus se replique.
Es un inhibidor competitivo (ya que compite con la timidina, el sustrato natural, por el centro activo) análogo al sustrato, reversible por fuerzas intermoleculares y sustrato de reacción (ya que va a dar dos reacciones de adición-eliminación gracias al nucleófilo -OH en 5" antes de cortar la ADN polimerasa vírica e inhibir la transcriptasa inversa, ya que no tiene nucleófilo -OH en 3" para seguir con la replicación del ADN viral).
Este fármaco es una optimización del primer fármaco contra el VIH:  la zidovudina (AZT), en donde el electrófilo -N3 en posición 3" del nucleósido ha sido eliminado, lo que reduce los efectos adversos del AZT por interacción del electrófilo(-N3) con nucleófilos del cuerpo humano y se ha introducido un grupo azufre en vez del carbono en posición 3. Además se ha utilizado como base nitrogenada la citosina en vez de la timina.
En septiembre de 2014, el doctor Gorbee Logan, médico liberiano, informó resultados positivos al tratar la enfermedad viral de Ébola con Lamivudina. De 15 pacientes tratados con el antiviral, 13 (quienes lo recibieron entre el tercer y el quinto día tras manifestarse los síntomas) sobrevivieron a la enfermedad y fueron declarados libres del virus. Los dos casos restantes (tratados a partir del quinto día) murieron.
Se emplea en forma de comprimidos de 150 y 300 mg. La dosis habitual es 300 mg al día que pueden repartirse en una o dos tomas. Se comercializa asimismo asociado a dosis fijas con otros fármacos como la zidovudina, conteniendo cada comprimido 150 mg de lamivudina y 300 mg de zidovudina. También se puede encontrar inyectable de 5ml por zona aplicada.